# Direct Brown 95
C.I. Direct Brown 95 ist ein Trisazo- und Kupferkomplexfarbstoff aus der Gruppe der Direktfarbstoffe, der unter anderem im Textilbereich zum Färben verwendet wird.

## Darstellung
Bei der Synthese von Direct Brown 95 werden Benzidin und 3-Amino-4-hydroxybenzolsulfonsäure als Diazokomponente und Resorcin und Salicylsäure als Kupplungskomponente eingesetzt.

## Eigenschaften
Direct Brown 95 ist als krebserregendend bekannt. Die Azogruppen des Farbstoffs werden im Organismus reduktiv gespalten. Dadurch wird Benzidin freigesetzt, das Blasenkrebs induzieren kann.

## Regulierung
Azofarbstoffe auf der Basis von Benzidin wurden in der BRD nur bis 1971 hergestellt oder vermarktet. 1974 wurde von der ETAD, einem internationalen Verband von Herstellern organischer Farbmittel, beschlossen, sich dem Verzicht auf die Herstellung und Vermarktung dieser Farbstoffe anzuschließen.
Da Direct Brown 95 im Organismus Benzidin freisetzen kann, besteht nach der Bedarfsgegenständeverordnung ein Verwendungsverbot für Textil- und Ledererzeugnisse, die längere Zeit mit der menschlichen Haut oder der Mundhöhle direkt in Berührung kommen können.
In der Europäischen Union ist Direct Brown 95 als ein auf Benzidin basierender Azofarbstoff durch die Verordnung (EG) Nr. 1223/2009 in kosmetischen Mitteln verboten.
Über den Safe Drinking Water and Toxic Enforcement Act of 1986 besteht in Kalifornien seit 1. Oktober 1988 eine Kennzeichnungspflicht, wenn Direct Brown 95 in einem Produkt enthalten ist.

## Externe Links zu erwähnten Verbindungen
1. ↑  Externe Identifikatoren von bzw. Datenbank-Links zu Direct Brown 95 Dianion:  CAS-Nr.: 760132-74-9, PubChem: 165362979, Wikidata: Q132145159.
2. ↑  Externe Identifikatoren von bzw. Datenbank-Links zu Direct Brown 95 Säure:  CAS-Nr.: 102190-10-3, Wikidata: Q132145167.